# Los besos en el pan
Los besos en el pan es una obra de la autora Almudena Grandes publicada en 2015 y editada por Tusquets Editores. Se trata de una novela coral que explica la vida y las dificultades de unos personajes que viven en un céntrico barrio de Madrid durante la crisis económica de 2008.

## Argumento
En esta novela de Almudena Grandes narra las historias de los habitantes de un barrio del centro de Madrid. Durante el transcurso de un año, se relatan las vivencias de los múltiples personajes que se entrelazan en espacios  comunitarios del barrio como son la peluquería, el centro de salud o el bar. La crisis económica, iniciada en 2008, se presenta como una constante a lo largo de toda la novela por las consecuencias que ha traído a cada uno de los personajes y al conjunto de ellos como sociedad.
A través de estos personajes, la autora consigue captar la pluralidad de la realidad. La obra no solamente hace una crónica de la actualidad del momento, sino que también actúa como una reivindicación de la cultura de las generaciones anteriores por su manera de luchar y sobreponerse a los obstáculos de la vida.

## Contexto de la obra
Almudena Grandes, a raíz de la crisis económica de 2008, decidió tomarse un respiro en la redacción de su serie Episodios de una guerra interminable para elaborar una obra que hablase de las consecuencias que la crisis había traído a los españoles. Las crisis económicas que habían tenido lugar hasta el momento se habían ensañado sobre todo con las clases populares, sin embargo, esta crisis afectó también gravemente a los profesionales liberales (clase media). Esto provocó que los efectos y las consecuencias llegasen a la mayoría de la población.
Después de la publicación de Las tres bodas de Manolita en 2014, la escritora recibió muchos comentarios acerca del paralelismo de la obra con la situación que se estaba viviendo en España. Esta obra se sitúa en el Madrid de posguerra, donde los habitantes padecían de hambre, falta de recursos y de trabajo, etc. Los lectores se sintieron identificados en muchos aspectos y eso generó una inquietud en la autora que la llevó a realizar una novela centrada en su contemporaneidad.
Algunos relatos o personajes de la novela están inspirados en hechos o personas reales, como, por ejemplo, la movilización para evitar el cierre del centro de salud. Grandes se inspiró en los sucesos que habían tenido lugar en Madrid, donde las movilizaciones ciudadanas consiguieron parar la privatización sanitaria de once hospitales en 2014.

## Personajes
Esta es la primera novela de la autora que no está protagonizada por un personaje principal, sino por un protagonista colectivo. Se trata de una novela fragmentaria en la que confluyen más de 70 personajes pertenecientes a tres generaciones diferentes de clases medias y populares. Este abanico de personajes permite representar los efectos masivos de la crisis económica. Todos los habitantes del barrio son protagonistas de la novela y el barrio es el espacio donde confluyen y se entrelazan. Algunos de ellos están unidos por relaciones familiares, amicales o laborales, otros simplemente frecuentan lugares comunes del barrio de los que se sirve la autora para unir a sus personajes: el centro de salud, la peluquería, la casa okupa, el bar, etc.
Cada uno de los personajes tiene unas vivencias propias, con sus problemas y retos personales a los que debe enfrentarse. Los personajes de la autora, al igual que en el resto de sus novelas, son los resistentes, los que se sobreponen a lo que le ha tocado vivir y luchan por continuar a pesar de las dificultades. Entre los personajes, se encuentra una importante representación de las mujeres: la peluquera Amalia, la maestra Sofía, la endocrina Diana, la abogada Margarita, etc. La autora también concede un papel importante a los personajes de la tercera edad, los abuelos actúan como los guías de las familias. Estos personajes ya han sobrevivido a una posguerra, están familiarizados con las circunstancias y, por lo tanto, sienten menos el miedo que otros personajes, lo que les permite resistir y organizar a los suyos para que hagan lo mismo.

## Temáticas

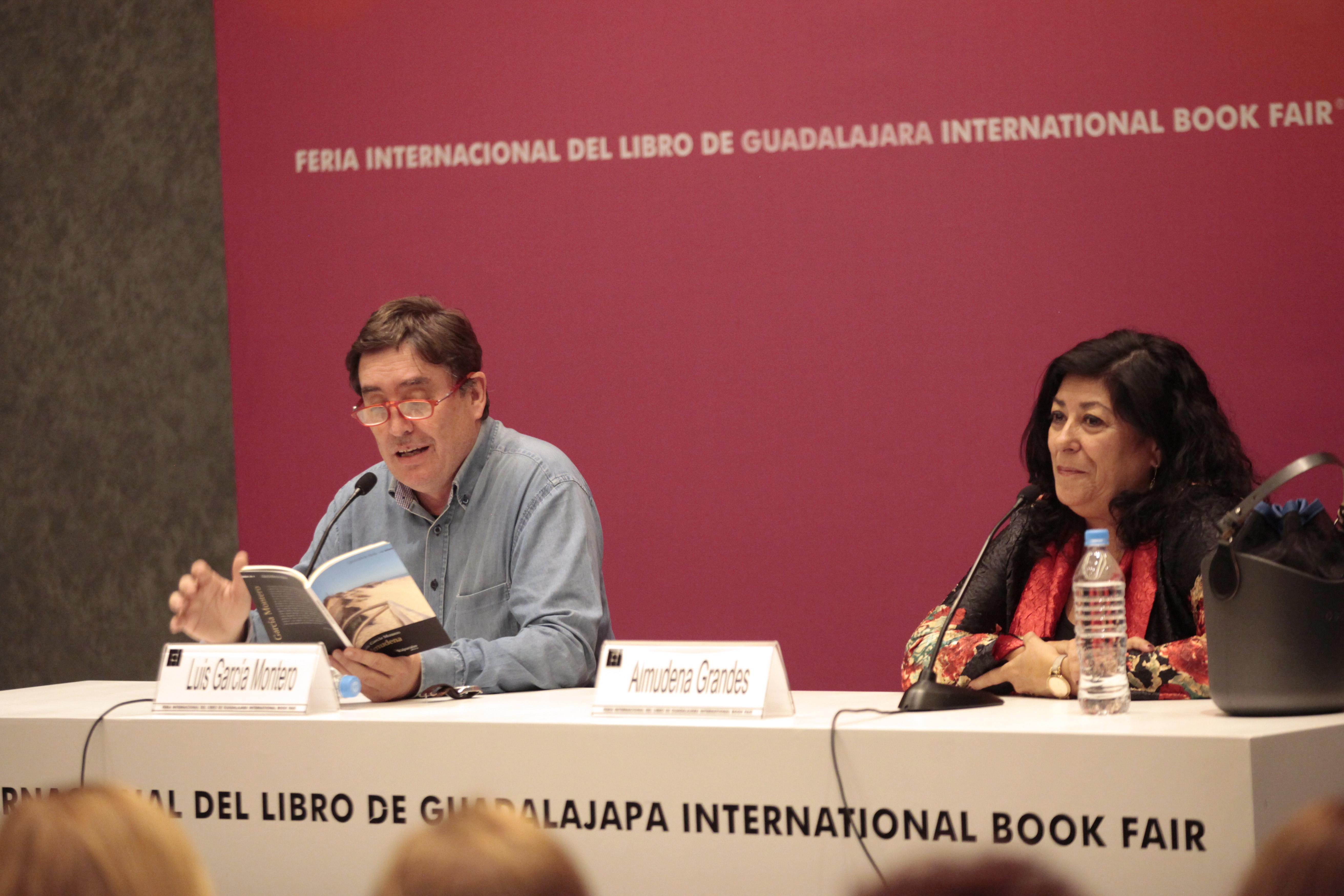
Almudena Grandes y el poeta Luis García Montero en la Feria Internacional del Libro de Guadalajara (México) en 2017

El marco temático de esta novela social es la crisis económica que empezó en 2008. En este contexto se sitúan todos los personajes, sin embargo, a través de ellos se abordan otros temas más específicos como la burbuja inmobiliaria, la explotación laboral, la especulación financiera, el desmantelamiento de la sanidad pública, los problemas laborales, las estafas bancarias, la movilización colectiva, el caos social, etc. La novela refleja la cotidianeidad de estos personajes, es por ello que también se entrelazan temas universales como el amor, la felicidad, la amistad, la desesperación, el hastío o la diversión.
De una manera menos explícita, la novela también aborda la memoria histórica y la herencia de las generaciones anteriores. Esto se puede observar en la elección del título.

### Significado deLos besos en el pan
Grandes titula a su novela Los besos en el pan para homenajear la antigua costumbre de besar el pan que tenían las generaciones anteriores a la suya en España. Este gesto folclórico era fruto del hambre que habían padecido durante la guerra civil española y la posguerra. El pan no es solo el símbolo del alimento, sino también del bienestar. A causa de la guerra, durante muchos años la población española fue mayormente pobre, pero, según la autora, no consideraban que la pobreza fuese humillante o indigna, solo una lucha cotidiana que no conseguía quitarles la alegría, la felicidad ni la esperanza. La autora cree que se han perdido las referencias de estas generaciones en la cultura actual, estas enseñanzas podrían ayudar y guiar a los más jóvenes para sobrevivir y salir adelante. La novela reivindica la cultura y la dignidad de la pobreza que conservaban las generaciones anteriores frente al consumismo que ha caracterizado a la sociedad previa al 2008.

## Influencias
La autora establece ciertos paralelismos con dos novelas corales del siglo XX que también usaron el personaje protagonista colectivo para retratar de manera fidedigna la sociedad y las circunstancias en un contexto de crisis: Manhattan Transfer de John Dos Passos y Berlin Alexanderplatz de Alfred Döblin.

## Enlaces
http://www.almudenagrandes.com/